# Campionatul Mondial de Atletism din 2023 - 400 m garduri (masculin)
Proba masculină de 400 m garduri de la Campionatul Mondial de Atletism din 2023 a avut loc în perioada 20-23 august 2023 pe Centrul Național de Atletism din Budapesta, Ungaria.

## Program
Ora este ora Ungariei (UTC+1)
| Dată      | Oră   | Etapă      |
| --------- | ----- | ---------- |
| 20 august | 11:25 | Calificări |
| 21 august | 19:35 | Semifinale |
| 23 august | 21:50 | Finala     |

## Rezultate

### Calificări
Primii 4 atleți din fiecare serie (C) împreună cu 4 atleți cu cei mai buni timpi (c) s-au calificat în semifinale.
| Loc | Serie | Sportiv                    | Țară                       | Timp  | Note  |
| --- | ----- | -------------------------- | -------------------------- | ----- | ----- |
| 1   | 1     | Alison dos Santos          | Brazilia                   | 48,12 | C     |
| 2   | 1     | Ludvy Vaillant             | Franța                     | 48,27 | C     |
| 3   | 4     | Joshua Abuaku              | Germania                   | 48,32 | C, PB |
| 4   | 5     | Rai Benjamin               | Statele Unite ale Americii | 48,35 | C     |
| 5   | 4     | CJ Allen                   | Statele Unite ale Americii | 48,36 | C     |
| 6   | 4     | Roshawn Clarke             | Jamaica                    | 48,39 | C     |
| 7   | 2     | Kyron McMaster             | Insulele Virgine Britanice | 48,47 | C     |
| 8   | 4     | Ezekiel Nathaniel          | Nigeria                    | 48,47 | C, SB |
| 9   | 2     | Rasmus Mägi                | Estonia                    | 48,58 | C     |
| 10  | 5     | Jaheel Hyde                | Jamaica                    | 48,63 | C     |
| 11  | 3     | Wilfried Happio            | Franța                     | 48,63 | C     |
| 12  | 5     | Kazuki Kurokawa            | Japonia                    | 48,71 | C, SB |
| 13  | 4     | Julien Watrin              | Belgia                     | 48,72 | c, SB |
| 14  | 2     | Trevor Bassitt             | Statele Unite ale Americii | 48,73 | C     |
| 15  | 5     | Gerald Drummond            | Costa Rica                 | 48,73 | C     |
| 16  | 3     | Karsten Warholm            | Norvegia                   | 48,76 | C     |
| 17  | 5     | Yasmani Copello            | Turcia                     | 48,92 | c     |
| 18  | 5     | Emil Agyekum               | Germania                   | 49,00 | c     |
| 19  | 4     | Mario Lambrughi            | Italia                     | 49,05 | c, SB |
| 20  | 2     | Wiseman Were Mukhobe       | Kenya                      | 49,10 | C     |
| 21  | 1     | Julien Bonvin              | Elveția                    | 49,19 | C, SB |
| 22  | 1     | Xie Zhiyu                  | China                      | 49,25 | C     |
| 23  | 2     | Sergio Fernández           | Spania                     | 49,26 |       |
| 24  | 4     | Vít Müller                 | Cehia                      | 49,37 |       |
| 25  | 1     | Matic Ian Gucek            | Slovenia                   | 49,40 | SB    |
| 26  | 1     | Constantin Preis           | Germania                   | 49,45 |       |
| 27  | 3     | Bassem Hemeida             | Qatar                      | 49,50 | C     |
| 28  | 3     | Alessandro Sibilio         | Italia                     | 49,50 | C     |
| 29  | 5     | Shakeem Hall-Smith         | Bahrain                    | 49,61 |       |
| 30  | 3     | Dany Brand                 | Elveția                    | 49,69 |       |
| 31  | 2     | Ismail Nezir               | Turcia                     | 49,92 |       |
| 32  | 3     | Pablo Andrés Ibáñez        | El Salvador                | 50,01 |       |
| 33  | 4     | Yusaku Kodama              | Japonia                    | 50,18 |       |
| 34  | 2     | Eric Cray                  | Filipine                   | 50,27 |       |
| 35  | 5     | Árpád Bánóczy              | Ungaria                    | 50,31 | PB    |
| 36  | 3     | Santhosh Kumar Tamilarasan | India                      | 50,46 |       |
| 37  | 5     | Jun Jie Calvin Quek        | Singapore                  | 50,53 |       |
| 38  | 3     | Marc Anthony Ibrahim       | Liban                      | 50,62 |       |
| 39  | 3     | Malique Smith              | Insulele Virgine Americane | 50,86 |       |
| 40  | 2     | Takayuki Kishimoto         | Japonia                    | 50,90 |       |
| 41  | 2     | Andrea Ercolani Volta      | San Marino                 | 52,69 |       |
|     | 1     | Abdelmalik Lahoulou        | Algeria                    | NT    |       |
|     | 1     | Assinie Wilson             | Jamaica                    | NT    |       |

### Semifinale
Primii doi atleți din fiecare serie (C) și următorii doi atleți cu cel mai bun timp (c) s-au calificat în finală.
| Loc | Serie | Sportiv              | Țară                       | Timp  | Note  |
| --- | ----- | -------------------- | -------------------------- | ----- | ----- |
| 1   | 3     | Karsten Warholm      | Norvegia                   | 47,09 | C     |
| 2   | 2     | Rai Benjamin         | Statele Unite ale Americii | 47,24 | C     |
| 3   | 3     | Roshawn Clarke       | Jamaica                    | 47,34 | C, RN |
| 4   | 3     | Trevor Bassitt       | Statele Unite ale Americii | 47,38 | c, PB |
| 5   | 2     | Alison dos Santos    | Brazilia                   | 47,38 | C, SB |
| 6   | 1     | Kyron McMaster       | Insulele Virgine Britanice | 47,72 | C     |
| 7   | 1     | Rasmus Mägi          | Estonia                    | 48,30 | C     |
| 8   | 3     | Joshua Abuaku        | Germania                   | 48,39 | c     |
| 9   | 3     | Alessandro Sibilio   | Italia                     | 48,43 |       |
| 10  | 1     | CJ Allen             | Statele Unite ale Americii | 48,44 |       |
| 11  | 2     | Ludvy Vaillant       | Franța                     | 48,48 |       |
| 12  | 1     | Jaheel Hyde          | Jamaica                    | 48,49 |       |
| 13  | 2     | Kazuki Kurokawa      | Japonia                    | 48,58 | PB    |
| 14  | 3     | Yasmani Copello      | Turcia                     | 48,66 | SB    |
| 15  | 2     | Emil Agyekum         | Germania                   | 48,71 | PB    |
| 16  | 3     | Wilfried Happio      | Franța                     | 48,83 |       |
| 17  | 1     | Julien Watrin        | Belgia                     | 48,94 |       |
| 18  | 1     | Ezekiel Nathaniel    | Nigeria                    | 49,22 |       |
| 19  | 3     | Gerald Drummond      | Costa Rica                 | 49,31 |       |
| 20  | 2     | Wiseman Were Mukhobe | Kenya                      | 49,40 |       |
| 21  | 1     | Bassem Hemeida       | Qatar                      | 49,50 |       |
| 22  | 2     | Xie Zhiyu            | China                      | 49,57 |       |
| 23  | 2     | Julien Bonvin        | Elveția                    | 49,75 |       |
| 24  | 1     | Mario Lambrughi      | Italia                     | DS    |       |

### Finala
Finala a avut loc pe 23 august.
| Loc | Culoar | Sportiv           | Țară                       | Timp  | Note |
| --- | ------ | ----------------- | -------------------------- | ----- | ---- |
| 1   | 7      | Karsten Warholm   | Norvegia                   | 46,89 |      |
| 2   | 8      | Kyron McMaster    | Insulele Virgine Britanice | 47,34 |      |
| 3   | 6      | Rai Benjamin      | Statele Unite ale Americii | 47,56 |      |
| 4   | 5      | Roshawn Clarke    | Jamaica                    | 48,07 |      |
| 5   | 9      | Alison dos Santos | Brazilia                   | 48,10 |      |
| 6   | 3      | Trevor Bassitt    | Statele Unite ale Americii | 48,22 |      |
| 7   | 4      | Rasmus Mägi       | Estonia                    | 48,33 |      |
| 8   | 2      | Joshua Abuaku     | Germania                   | 48,53 |      |